# 吉恩·瓜里利亚
尤金·迈克尔·瓜里利亚（英語：Eugene Michael Guarilia，1937年9月13日—），美国NBA联盟的前职业篮球运动员。他在1959年的NBA选秀中第2轮第14顺位被波士顿凯尔特人选中。